# Mario Ramous
Mario Ramous (Milano, 18 maggio 1924 – Bologna, 8 luglio 1999) è stato un poeta, traduttore, saggista e critico d'arte italiano.
La poesia di Mario Ramous - con la sua «ambizione di tentare l'edificazione del nuovo» nell'immediato dopoguerra e col suo «intreccio tra l'ermetismo residuo (...) e la nuova responsabilità "realistica"» -  richiamò l'attenzione della critica fin dalle sue prime prove, che risalgono agli anni Cinquanta del XX secolo.

## Biografia
Frequentò l'Università a Firenze e Bologna; nel 1947 iniziò a scrivere d'arte su il Progresso d'Italia, iniziando così l'attività di critico, che manterrà per molti anni a venire. Collaborò poi con numerose riviste, assommando oltre 200 saggi e articoli sulla letteratura e la linguistica. Dal 1950 al 1975 fu a capo della casa editrice Cappelli, per cui curò la collana Documenti, incentrata sull'arte, e ne creò altre, come Universale, Biblioteca dell'Ottocento Italiano e Dal soggetto al film. Francesco Flora lo volle come collaboratore alla rivista Letterature moderne; intorno al 1950 Ramous conobbe Manara Valgimigli e Concetto Marchesi, cui fu legato da un sentimento d'amicizia. Negli anni '70 iniziò a lavorare per Garzanti, curando le voci di linguistica per l'Enciclopedia europea dell'editore milanese. Si sposò con Ada Valeria Fabj ed ebbe un figlio, Michele. Fu tra i nominati per il Premio Monselice 1972, ed entrò tra i 4 finalisti segnalati con Filippo Maria Pontani (poi vincitore), Giorgio Caproni e Nicolò Carandini. Le sue traduzioni delle Poesie di Catullo gli valsero un'ulteriore segnalazione nel 1976 e nel 1977. Vinse il Premio "Lorenzo Montano" 1999 per la sua raccolta Il gran parlare.

## Opere

### Curatele
- Giorgio Morandi, Bologna, Cappelli, 1949
- Marino Marini: due litografie originali e sei disegni, Bologna, Cappelli, 1951

### Poesia
- La memoria, il messaggio, Bologna, Cappelli, 1951
- Il presente, l'affetto, Bologna, Libreria Antiquaria Palmaverde, 1954
- Nuove poesie, Bologna, Cappelli, 1956
- Quantità e qualità, Bologna, Geiger, 1968
- Battage per Valeria, Bologna, Cappelli, 1973
- Macchina naturale, Milano, Feltrinelli, 1975
- A discarico, Rivalba, Geiger, 1976
- Dopo la critica, Milano, Società di poesia, 1984
- Interferenze, Milano, Garzanti, 1988
- Ricercari a discanto, Milano, Garzanti, 1992
- Il tempo, Urbino, Edizione degli scalzi, 1993
- Per via di sguardo, Venezia, Marsilio, 1996
- Il gran parlare, Venezia, Marsilio, 1998
- Remedia, Castel Maggiore, Book Editore, 1998
- Archivio 21. Poesie 4660/29, inediti ritrovati da Michele Ramous Fabj, a cura e con un saggio di Giovanni Infelìse.Disegni inediti di Concetto Pozzati selezionati da Maura Pozzati dall'Archivio Concetto Pozzati, Bologna Scripta Maneant, 2022

### Saggi
- La metrica, Milano, Garzanti, 1984

### Traduzioni
- Anna Seghers, Visto di transito, Roma, Edizioni di cultura sociale, 1954; poi Transito, Milano, Mondadori, 1987
- Quinto Orazio Flacco, Il libro delle Odi, Bologna, Cappelli, 1954
- Esopo, Le favole del lupo, del leone, dell'asino e della volpe, Bologna, Cappelli, 1951
- Publio Virgilio Marone, Dalle Georgiche di Virgilio, Rocca San Casciano, Cappelli, 1963
- Gaio Valerio Catullo, Dal libro di Catullo, Bologna, L'immagine, 1966
- Catullo, Virgilio, Orazio, Traduzioni, Bologna, Cappelli, 1971
- Gaio Valerio Catullo, Le poesie, Milano, Garzanti, 1975
- Quinto Orazio Flacco, Le satire, Milano, Garzanti, 1976
- Publio Virgilio Marone, Georgiche, Milano, Garzanti, 1984
- Quinto Orazio Flacco, Epistole, Milano, Garzanti, 1985
- Albio Tibullo, Elegie, Milano, Garzanti, 1988
- Quinto Orazio Flacco, Odi; Epodi, Milano, Garzanti, 1989
- Publio Ovidio Nasone, Metamorfosi, Milano, Garzanti, 1992
- Decimo Giunio Giovenale, Satire, Milano, Garzanti, 1996
- Publio Virgilio Marone, Eneide, Venezia, Marsilio, 1998